# Bill Johnston
William Johnston, detto Bill (San Francisco, 2 novembre 1894 – San Francisco, 1º maggio 1946), è stato un tennista statunitense.

## Carriera
Dal 1915 al 1925 è arrivato nove volte alla finale degli U.S. Championships vincendo però solo due volte e venendo sconfitto per ben sei volte da Big Bill Tilden.

Nel 1923 riesce a vincere il Torneo di Wimbledon ultimo titolo in singolo mentre nel doppio maschile, insieme a Clarence Griffin, ha vinto tre titoli agli U.S. Championships.

È stato inserito nella International Tennis Hall of Fame nel 1958.

## Finali del Grande Slam

### Vinte (3)
| Anno | Torneo                 | Avversario in finale | Risultato           |
| 1915 | U.S. Championships     | Maurice McLoughlin   | 1-6, 6-0, 7-5, 10-8 |
| 1919 | U.S. Championships (2) | Bill Tilden          | 6-4, 6-4, 6-3       |
| 1923 | Wimbledon              | Frank Hunter         | 6-0, 6-3, 6-1       |

### Perse (6)
| Anno | Torneo                 | Avversario in finale | Risultato                |
| 1916 | U.S. Championships     | Richard Williams     | 6-4, 4-6, 6-0, 2-6, 4-6  |
| 1920 | U.S. Championships (2) | Bill Tilden          | 1-6, 6-1, 5-7, 7-5, 3-6  |
| 1922 | U.S. Championships (3) | Bill Tilden          | 6-4, 6-3, 2-6, 3-6, 4-6  |
| 1923 | U.S. Championships (4) | Bill Tilden          | 4-6, 1-6, 4-6            |
| 1924 | U.S. Championships (5) | Bill Tilden          | 1-6, 7-9, 2-6            |
| 1925 | U.S. Championships (6) | Bill Tilden          | 6-4, 9-11, 3-6, 6-4, 3-6 |